# Blekinge läns valkrets
Blekinge läns valkrets är en egen valkrets vid val till den svenska riksdagen. 

Sveriges valkretsar. Motsvarar länens gränser, förutom i Västra Götaland, Skåne och Stockholm. Notera att den röda färgen i Stockholms län symboliserar kommunen Stockholm, som är egen valkrets.

## Mandatantal
När det första valet till enkammarriksdagen hölls 1970 fick valkretsen sex fasta mandat, ett antal som förblev oförändrat fram till valet 2002. Antalet utjämningsmandat var noll 1970, ett 1973 och 1976 samt noll åtminstone 1979-1994. Vid riksdagsvalet 2006 hade valkretsen fem fasta mandat och noll utjämningsmandat.
| 1970 | 1973 | 1976 | 1979 | 1982 | 1985 | 1988 | 1991 | 1994 | 1998 | 2002 | 2006 | 2010 | 2014 | 2018 |
| ---- | ---- | ---- | ---- | ---- | ---- | ---- | ---- | ---- | ---- | ---- | ---- | ---- | ---- | ---- |
| 6    | 6    | 6    | 6    | 6    | 6    | 6    | 6    | 6    | 6    | 5    | 5    | 5    | 5    | 5    |

## Riksdagsledamöter under enkammarriksdagen (ej komplett lista)

### 1971–1973
- Claes Elmstedt, c
- Valdo Carlström, fp
- Nils Fridolfsson, s
- Helge Karlsson, s
- Mats Olsson, s
- Göte Peterson, s (1/1–6/5 1971)
  - Ralf Lindström, s (19/5 1971–1973)

### 1974–1975/76
- Hans Wachtmeister, m
  - Torsten Bengtsson, m (ersättare för Hans Wachtmeister 30/10–13/12 1975)
- Claes Elmstedt, c
- Karl-Anders Petersson, c
- Valdo Carlström, fp
- Helge Karlsson, s
- Ralf Lindström, s
- Mats Olsson, s

### 1976/77–1978/79
- Hans Wachtmeister, m
  - Torsten Bengtsson, m (ersättare för Hans Wachtmeister 4/10–10/11 1976)
- Claes Elmstedt, c
- Karl-Anders Petersson, c
- Margot Håkansson, fp
- Hans Gustafsson, s (statsråd 4–7/10 1976)
  - Mats Olsson, s (ersättare för Hans Gustafsson 4–7/10 1976)
- Helge Karlsson, s
- Ralf Lindström, s

### 1979/80–1981/82
- Hans Wachtmeister, m
- Claes Elmstedt, c (statsråd 22/5 1981–1981/82)
  - Karl-Anders Petersson, c (ersättare för Claes Elmstedt 22/5 1981–1981/82)
- Margot Håkansson, fp
- Hans Gustafsson, s
- Helge Karlsson, s
- Ralf Lindström, s

### 1982/83–1984/85
- Hans Wachtmeister, m
- Claes Elmstedt, c (4/10 1982–31/3 1984; statsråd 4–8/10 1982)
  - Karl-Anders Petersson, c (ersättare för Claes Elmstedt 4–8/10 1982)
  - Karl-Anders Petersson, c (1/4 1984–1984/85)
- Hans Gustafsson, s (statsråd 8/10 1982–1984/85)
  - Christer Skoog, s (ersättare för Hans Gustafsson 8/10 1982–1984/85)
- Ralf Lindström, s
- Mats Olsson, s
- Yvonne Sandberg-Fries, s

### 1985/86–1987/88
- Karl-Gösta Svenson, m
- Karl-Anders Petersson, c
- Lennart Alsén, fp
- Hans Gustafsson, s (statsråd under mandatperioden)
  - Christer Skoog, s (ersättare för Hans Gustafsson under mandatperioden)
- Ralf Lindström, s
- Yvonne Sandberg-Fries, s

### 1988/89–1990/91
- Karl-Gösta Svenson, m
- Sven-Olof Petersson, c
- Jan Björkman, s
- Hans Gustafsson, s (statsråd 3–4/10 1988)
  - Ethel Duvskog, s (ersättare för Hans Gustafsson 3–4/10 1988)
- Yvonne Sandberg-Fries, s
- Christer Skoog, s

### 1991/92–1993/94
- Karl-Gösta Svenson, m
- Sven-Olof Petersson, c
- Jan Björkman, s
- Hans Gustafsson, s
- Yvonne Sandberg-Fries, s
- Christer Skoog, s

### 1994/95–1997/98
- Jeppe Johnsson, m
- Karl-Gösta Svenson, m
- Jan Björkman, s
- Karin Olsson, s
- Yvonne Sandberg-Fries, s (1994/95–17/9 1996; ledig 10/1–9/10 1995)
  - Magnus Johansson, s (ersättare 10/1–9/10 1995, ledamot från 18/9 1996)
- Christer Skoog, s

### 1998/99–2001/02
- Johnny Gylling, kd[3]
- Jeppe Johnsson, m[3]
- Jan Björkman, s[3]
- Karin Olsson, s[3]
- Christer Skoog, s[3]
- Willy Söderdahl, v[3]

### 2002/03–2005/06
- Heli Berg, fp[4]
- Johnny Gylling, kd[4]
- Jeppe Johnsson, m[4]
- Kerstin Andersson, s[4]
- Jan Björkman, s[4]
- Christer Skoog, s[4]

### 2006/07–2009/10
- Annicka Engblom, m[5]
- Jeppe Johnsson, m[5]
- Kerstin Andersson, s[5]
- Jan Björkman, s[5]
- Peter Jeppsson, s[5]

### 2010/11–2013/14
- Annicka Engblom, M[6]
- Gustav Nilsson, M[6]
- Kerstin Haglö, S[6]
- Peter Jeppsson, S[6]
- Suzanne Svensson, S[6]
- Jonas Åkerlund, SD[6]

### 2014/15–2017/18
- Annicka Engblom, M[7]
- Peter Jeppsson, S[7]
- Magnus Manhammar, S[7]
- Suzanne Svensson, S[7]
- Richard Jomshof, SD[7]

### 2018/19–2021/22
- Annicka Engblom, M[8]
- Heléne Björklund, S[8]
- Magnus Manhammar, S[8]
  - Suzanne Svensson, S (ersättare för Magnus Manhammar 28/3–15/5 2022)
- Angelika Bengtsson, SD[8]
- Richard Jomshof, SD[8]

### 2022/23–2025/26
- Camilla Brunsberg, M[9]
- Heléne Björklund, S[9]
- Magnus Manhammar, S[9]
- Ann-Christine From Utterstedt, SD[9]
- Richard Jomshof, SD[9]

## Första kammaren
Under tvåkammarriksdagen var Blekinge län en egen valkrets till första kammaren mellan 1866 och 1921. Antalet mandat var hela tiden fyra. I september 1910 hölls för första gången val med den proportionella valmetoden. Från och med förstakammarvalet 1921 uppgick valkretsen i Blekinge läns och Kristianstads läns valkrets.

### Riksdagsledamöter i första kammaren

#### 1867–1910 (successivt förnyade mandat)
- Edvard Meyer (1867–1875)
  - Gustaf Peterson (1876–1884)
    - Claes Adelsköld, FK:s min 1888-1893 (1885–1893)
      - Thomas Nyström (1894–1902)
        - Fredrik von Otter (1903–första urtima riksmötet 1905)
          - Hugo Hansson Wachtmeister, mod (andra urtima riksmötet 1905–1908)
            - Herman Wrangel, prot 1909, fh 1910 (1909–1910)
- Enar Nordenfelt (1867–1868)
  - Carl Skogman (1869–1877)
    - Adolf Rappe (1878–1886)
      - Pontus af Burén, prot 1888-1904 (1887–1904)
        - Axel Hansson Wachtmeister, prot 1905-1909, fh 1910 (1905–1910)
- Nils Samuel von Koch (1867–1881)
  - Wilhelm Lindahl (1882–lagtima riksmötet 1892)
    - Hans Hansson Wachtmeister, prot 1892-1909, fh 1910 (urtima riksmötet 1892–1910)
- Hans Wachtmeister (1867–1877)
  - Wilhelm Lothigius (1878–1885)
    - Lars Smith (1886–1891)
      - Fredrik von Otter (1892–1899)
        - Henrik Berggren, prot (1900–1908)
          - Karl Hildebrand, mod (1909–1910)

#### 1911
- Pehr Pehrsson, fh
- Axel Hansson Wachtmeister, fh
- John Ingmansson, lib s
- Frithiof Söderbergh, lib s

#### 1912–1916
- Hans Ericson, n
- Axel Hansson Wachtmeister, n
- John Ingmansson, lib s
- Frithiof Söderbergh, lib s

#### 1917–lagtima riksmötet 1919
- Hans Ericson, n
- Axel Hansson Wachtmeister, n
- Ernst Flensburg, n (1/1–20/10 1917)
  - Axel Tengvall, n (18/12 1917–1919)
- John Ingmansson, lib s

#### Urtima riksmötet 1919–1921
- Axel Hansson Wachtmeister, n
- Gustaf Bergström, jfg (1919–1920)
  - Karl Johansson, jfg (1921)
- John Ingmansson, lib s
- Karl Schlyter, s (1919–1920)
  - Johan Gustaf Carlsson, s (1921)

## Andra kammaren
Vid valen till andra kammaren var Blekinge län länge uppdelat i olika valkretsar. Landsbygden bestod i valen 1866–1908 av fyra valkretsar med vardera ett mandat, från väster räknat Listers domsagas valkrets, Bräkne domsagas valkrets, Medelstads domsagas valkrets samt Östra härads domsagas valkrets. Karlskrona stads valkrets hade i valen 1866–1887 ett mandat, 1890–1893 två mandat och därefter åter ett i valen 1896–1908. Länets två övriga städer bildade i valen 1866–1881 Karlshamns och Sölvesborgs valkrets med ett mandat; efter att Ronneby återfått sina stadsrättigheter 1882 utvidgades valkretsen från och med valet 1884 till Karlshamns, Sölvesborgs och Ronneby valkrets.
Vid införandet av proportionellt valsystem i valet 1911 sammanfördes hela länet till en gemensam valkrets med sex mandat. Från och med andrakammarvalet 1932 minskades antalet till fem mandat, ett antal som bestod tills andra kammaren avskaffades 1970.

### Riksdagsledamöter i andra kammaren

#### 1912–första riksmötet 1914
- Otto Holmdahl, lmb
- John Jönsson, lmb
- August Larsson, lib s
- Ulrik Leander, lib s
- Johan Ingvarson, s
- Oskar Kloo, s

#### Andra riksmötet 1914
- Otto Holmdahl, lmb
- John Jönsson, lmb
- Axel Lindvall, lmb
- August Larsson, lib s
- Ulrik Leander, lib s
- Johan Ingvarson, s

#### 1915–1917
- Otto Holmdahl, lmb
- John Jönsson, lmb
- Axel Lindvall, lmb
- August Larsson, lib s
- Johan Ingvarson, s
- Oskar Kloo, s (1915–1916)
  - Axel Hugo Hansson, s (1917)

#### 1918–1920
- Otto Holmdahl, lmb (1918)
  - Axel Lindvall, lmb (1919–1920)
- John Jönsson, lmb
- Ola Jeppsson, lib s
- Ulrik Leander, lib s
- Vilhelm Carlson, s
- Axel Hugo Hansson, s

#### 1921
- Jeppe Clemedtson, lmb
- Björn Holmgren, lmb
- John Jönsson, lmb
- Ulrik Leander, lib s
- Axel Hugo Hansson, s
- Oskar Kloo, s

#### 1922–1924
- Björn Holmgren, lmb
- John Jönsson, lmb
- Ola Jeppsson, lib s 1922–1923, fris 1924
- Robert Berg, s
- Oskar Kloo, s
- Algot Törnkvist, s

#### 1925–1928
- Björn Holmgren, lmb
- John Jönsson, lmb
- Ola Jeppsson, fris
- Nils Adler, s
- Oskar Kloo, s
- Algot Törnkvist, s

#### 1929–1932
- Björn Holmgren, lmb
- John Jönsson, lmb
- Axel Wachtmeister, lmb (1929–1931)
  - Edvard Petersson, lmb (1932)
- Ola Jeppsson, fris
- Elof Hällgren, s
- Algot Törnkvist, s

#### 1933–1936
- Björn Holmgren, lmb 1933–1934, h 1935–1936
- John Jönsson, lmb (1933–1934)
  - Alfred Petersson, h (1935)
    - Edvard Petersson, h (1936)
- Ola Jeppsson, fris 1933–1934, fp 1935–1936
- Elof Hällgren, s
- Algot Törnkvist, s

#### 1937–1940
- Björn Holmgren, h
- Tor Wolgast, bf
- Ola Jeppsson, fp (1937–20/4 1940)
  - Emil Petersson, fp (7/5–15/11 1940)
    - Nels Nelsson, fp (fr.o.m. 16/11 1940)
- Elof Hällgren, s
- Algot Törnkvist, s

#### 1941–1944
- Björn Holmgren, h
- Pehr Johnsson, fp
- Elof Hällgren, s
- Algot Törnkvist, s
- Hugo Witzell, s

#### 1945–1948
- Lars-Olof Skantze, h
- Pehr Johnsson, fp
- Elof Hällgren, s (1945–1947)
  - Thure Andersson, s (1948)
- Algot Törnkvist, s
- Hugo Witzell, s

#### 1949–1952
- Pehr Johnsson, fp
- Olaus Nyberg, fp
- Thure Andersson, s
- Eric Karlsson, s
- Algot Törnkvist, s (1949–25/10 1950)
  - Thyra Löfqvist, s (8/11 1950–1952)

#### 1953–1956
- Pehr Johnsson, fp
- Olaus Nyberg, fp
- Thure Andersson, s
- Eric Karlsson, s
- Thyra Löfqvist, s

#### 1957–första riksmötet 1958
- Hans Wachtmeister, h
- Pehr Johnsson, fp
- Thure Andersson, s
- Eric Karlsson, s
- Thyra Löfqvist, s

#### Andra riksmötet 1958–1960
- Hans Wachtmeister, h
- Olaus Nyberg, fp
- Thure Andersson, s
- Eric Karlsson, s
- Thyra Löfqvist, s

#### 1961–1964
- Hans Wachtmeister, h
- Olaus Nyberg, fp
- Thure Andersson, s (1961)
  - Nils Fridolfsson, s (1962–1964)
- Eric Karlsson, s
- Thyra Löfqvist, s

#### 1965–1968
- Claes Elmstedt, c
- Olaus Nyberg, fp
- Nils Fridolfsson, s
- Eric Karlsson, s
- Thyra Löfqvist, s

#### 1969–1970
- Hans Wachtmeister, m
- Claes Elmstedt, c
- Nils Fridolfsson, s
- Eric Karlsson, s
- Thyra Löfqvist, s